# Sidetici
I Sidetici furono un popolo indoeuropeo del ramo anatolico, storicamente stanziato nella città di Side in Panfilia, nella parte centro-meridionale dell'Anatolia. La loro presenza nella regione è attestata tra il V e il III secolo a.C. Sono probabili eredi storici degli Ittiti e dei Luvi preesistenti nella regione ma hanno subito una forte influenza ellenica; hanno lasciato testimonianze scritte della loro lingua originale, varietà tarda del ramo anatolico delle lingue indoeuropee: il sidetico, strettamente imparentato con il licio e il pisidio.